# Mange, prie, aime
Pour plus de détails, voir Fiche technique et Distribution.
Mange, prie, aime (Eat Pray Love) est un drame américain écrit et réalisé par Ryan Murphy et sorti en 2010. Sur le scénario coécrit avec Jennifer Salt d'après le livre du même nom d'Elizabeth Gilbert, mettant en scène Julia Roberts dans le rôle d'Elizabeth Gilbert, Richard Jenkins, Javier Bardem et James Franco. Produit entre autres par Brad Pitt.
Ce film retrace l'expérience de la romancière Elizabeth Gilbert ayant, à trente-deux ans, quitté mari et maison, avant de fuir en vacances à Bali où elle rencontre un soigneur lui prédisant qu'elle y reviendrait et travaillerait avec lui. Après son divorce, elle passe quatre mois en Italie pour manger, quatre mois en Inde pour prier afin de trouver sa spiritualité et achève l'année à Bali, en Indonésie, à la recherche de l'amour. Durant le voyage, elle écrit ses histoires qui auront pour titre Manger, prier, aimer.

## Synopsis
Elizabeth « Liz » Gilbert, auteure new-yorkaise de 28 ans, a tout pour être heureuse : un mari, un grand appartement, une belle carrière professionnelle. Mais un jour, elle se rend compte qu'elle ne se retrouve plus dans sa vie, qu'elle est vide d'émotion, qu'elle a perdu son appétit de la vie. Après un divorce douloureux, puis une relation insatisfaisante avec un jeune acteur, elle entreprend un voyage d'un an d'abord à Rome, puis dans un ashram en Inde et enfin à Bali. Elizabeth reprend goût à la vie et retrouve ses émotions loin des faux-semblants de sa vie d'avant.

## Fiche technique
- Titre : Mange, prie, aime
- Titre original : Eat Pray Love
- Réalisation : Ryan Murphy
- Scénario : Ryan Murphy et Jennifer Salt d'après livre Eat Pray Love d'Elizabeth Gilbert
- Décors : Andrew Baseman, Raffaella Giovannetti et Letizia Santucci
- Costumes : Michael Dennison
- Photographie : Robert Richardson
- Montage : Bradley Buecker
- Musique : Dario Marianelli
- Production : Stan Wlodkowski, Jeremy Kleiner, Dede Gardner et Brad Pitt
- Sociétés de production : Columbia Pictures, Plan B Entertainment, India Take One Productions, Red Om Films, Syzygy Productions
- Sociétés de distribution : Sony/Columbia, Sony Pictures Releasing
- Budget : 60 000 000 dollars[2]
- Pays de production : États-Unis
- Langue : anglaise
- Format : Couleur - 1.85:1 • 35mm- son SDDS • DTS • Dolby Digital
- Genre :  drame
- Dates de sortie :
  - Canada, États-Unis : 13 août 2010
  - France : 22 septembre 2010

## Distribution
- Julia Roberts (VF : Céline Monsarrat ; VQ : Marie-Andrée Corneille) : Elizabeth « Liz » Gilbert
- Javier Bardem (VQ : Sylvain Hétu) : Felipe
- James Franco (VF : Anatole de Bodinat ; VQ : Patrice Dubois) : David Piccolo
- Richard Jenkins (VF : Jean-Jacques Moreau ; VQ : Guy Nadon) : Richard du Texas
- Viola Davis (VQ : Sophie Faucher) : Delia Shiraz
- Billy Crudup (VF : Bruno Choël ; VQ : François Godin) : Stephen, mari, puis ex-mari de Liz
- Sophie Thompson (VQ : Lisette Dufour) : Corella
- Mike O'Malley (VQ : Thiéry Dubé) : Andy Shiraz
- Christine Hakim : Wayan Nuriasih
- Arlene Tur : Armenia
- Hadi Subiyanto : Ketut Liyer
- Gita Reddy : le gourou
- Tuva Novotny (VQ : Pascale Montreuil) : Sofi
- Luca Argentero : Giovanni
- Andrea Di Stefano : Giulio
- Lidia Biondi : Ruffina
- Michael Cumpsty (VF : Laurent Larcher ; VQ : Marc-André Bélanger) : Swami Shivananda
- Giuseppe Gandini (VQ : Sylvio Orvieto) : Luca Spaghetti
- T. J. Power (VF : David Van de Woestyne) : Leon
- David Lyons : Ian
- Rushita Singh : Tulsi
- Ashlie Atkinson (VF : Pauline de Meurville) : l'employée de la librairie
- Peter Davis : le DJ
- Lisa Roberts Gillan : la femme dans la pièce (caméo)
- Laksmi De-Neefe Suardana (en) et Dewi De-Neefe Suardana : les jumelles du restaurant indien (caméo)
- Elijah Tucker, Karen Trindle, Zach Dunham, Clair Oaks, Ned Leavitt et Lynn Margileth : les solistes

 Source et légende : version française (VF) sur RS Doublage
 Source et légende : version québécoise (VQ) sur Doublage.qc.ca

## Musique
- Eddie Vedder - Better Days - from the OST to Eat Pray Love
- Neil Young - Heart of Gold
- Neil Young - Harvest Moon
- Eddie Vedder and Nusrat Ali Fateh Khan - The Long Road
- Bebel Gilberto - Samba da Benção
- M.I.A. - Boyz

## Accueil

### Critique
Le film a obtenu une note presse de 1,7/5 et une note spectateurs de 2,6/5 sur Allociné.

## Autour du film